# Sceaux-du-Gâtinais
Sceaux-du-Gâtinais är en kommun i departementet Loiret i regionen Centre-Val de Loire strax norr Frankrikes mitt. Kommunen ligger i kantonen Ferrières-en-Gâtinais som tillhör arrondissementet Montargis. År 2022 hade Sceaux-du-Gâtinais 613 invånare.

## Befolkningsutveckling
Antalet invånare i kommunen Sceaux-du-Gâtinais
| Referens: INSEE |